# Rubus elegantispinosus
Rubus elegantispinosus är en rosväxtart som först beskrevs av Schumacher, och fick sitt nu gällande namn av Heinrich E. Weber. Rubus elegantispinosus ingår i släktet rubusar, och familjen rosväxter. Inga underarter finns listade i Catalogue of Life.